# Willeke Alberti

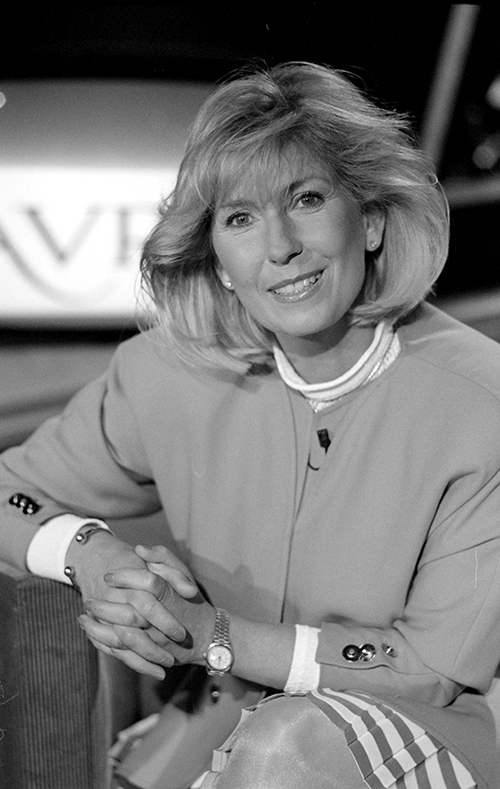
Willeke Alberti 1991

Willy ”Willeke” Albertina Verbrugge, född 3 februari 1945 i Amsterdam, är en nederländsk sångerska och skådespelerska.
Willeke Alberti är dotter till Hendrika Geertruida Kuiper och sångaren Carel Verbrugge, bättre känd under artistnamnet Willy Alberti. Hon släppte sin första singel, Zeg pappie ik wilde u vragen, som var en duett med hennes far. 1963 fick hon sin första hit med singeln Spiegelbeeld som sålde guld. Också singlarna Mijn Dagboek och De winter was lang blev framgångsrika. Hon släppte sitt självbetitlade debutalbum 1965. Hon gjorde även flera duetter med sin far och de hade 1965-1969 en egen show i nederländsk TV.
Alberti har även varit verksam som skådespelerska och har bl.a. innehaft huvudrollen i TV-serien De kleine waarheid (1970), huvudrollen i filmen Oom Ferdinand en de toverdrank och titelrollen i spelfilmen Rooie Sien (1975).
1994 utsågs Alberti till Nederländernas representant i Eurovision Song Contest och framförde alla åtta bidragen i den nationella uttagningen det året. Det vinnande bidraget blev Waar is de zon. I finalen kom hon på 23:e plats med 4 poäng.
Alberti har varit gift tre gånger: med Joop Oonk (1964-1974), John de Mol (1976-1980) och Søren Lerby (1983-1996). Hon är mor till Johnny de Mol.

## Diskografi
- Willeke (1965)
- Liedjes van Marleen (1971)
- Rooie Sien (1975)
- Vrienden voor altijd (1987)
- Liefde is... (1989)
- Een beetje mazzel (1993)
- Zomaar een dag (1994)
- Toen en nu (1994)
- Live in Carré (1996)
- Liedjes voor altijd (1999)
- Heb ik vandaag al gezegd (2006)
- Goud (Live in Carré) (2007)
- 100 Mooiste liedjes van Willy & Willeke Alberti (2008)
- Alle mensen willen liefde (2009)
- 65 - Een muzikaal spiegelbeeld (2010)
- Ik ben er nog (2011)

## Filmografi
- De kleine waarheid (1970)
- Oom Ferdinand en de toverdrank
- Rooie Sien (1975)
- Alles is familie (2012)
- Sinterklaas en de Pepernoten Chaos (2013)